# الحصان الفضي
الحصان الفضي هو مسلسل كرتوني للاطفال من إنتاج أسترالي كتبه جون ستيفنز، جودي مامغرم وبول ويليامز مقتبس عن كتاب ايلين ميشال ‏ «برومبي الحصان الفضي ‏» يتكون من 39 حلقات انتج من طرف Media World Features بين 1994 و1998 أول بث له كان على شبكة تن.
1. ↑  Media World Features
2. ↑  The Silver Brumby | The Silver Brumby The Animated Series - Behind The Scenes نسخة محفوظة 20 سبتمبر 2021 على موقع واي باك مشين.